# Теорија детекције сигнала
Теорија детекције сигнала у испитивању осетљивости чини природан продужетак класичне психофизике, проширење њеног интересовања на дотад необухваћене релевантне чиниоце као што је мотивација. Посебно су значајни радови Танера, Светса, и Грина, који су педесетих година почели примену теорије детекције сигнала на психофизичко мерење. Ипак, праве њене основе чине два посебна теоријска покушаја у две посебне науке. 
- Квантна теорија осећаја, оформљена на основу радова Ђерђа Бекешија, у психологији.
- Теорија одлуке у математичкој статистици.

## Теорија нервног кванта

### Ђерђ Бекеши
Ђерђ Бекеши налази да сигмоидална функција, која пристиче из гама-фи хипотезе Урбана и Терстона не презентује добро психофизичку релацију при инсталирању осета, бар не код слуха:
- резултате боље репрезентује линеарна функција изломљена правим угловима
- ректилинеарна функција

Тако Бекеши долази на идеју да прелаз из ,,не осећа се" у ,,осећа се" представи општим принципима квантне теорије.
Базична идеја Бекешија је у скоковитом настанку осећаја. Велико поткрепљење овој идеји Бекеши налази у општој законитости нервне акције по принципу "све или ништа". Испитаницима је излагао тон константне јачине као стандард, а потом у истом трајању други тон исте висине која варира по интензитету. Задатак испитаника је да ли запажа разлику између два тона.
По Бекешију то настаје на основу тога што на дискретне промене у стимулацији долази нужно до скоковите промене у осетљивости јер се сензација мења кроз адицију нервних јединица. Нервни квант је  ефекат ангажовања посебног нервног влакна квант више значи влакно више.

### Стивенс и сарадници
Стивенс, Морган и Волкмаб, каснији следбеници теорије квантног осета то одбацују. Супротстављају му учење о централном пореклу нервног кванта. Бекеши је приказао модел осета, где постоји зона стимулације која никако не може да изазове сазнајни ефекат, долази до ректилинеарне функције:
- До одређене тачке на апсциси имамо зону стимулације која никако не може да постигне сазнајни ефекат. Од одређене тачке имамо зону стимулације која је у свакој прилици опажљива
- Услед разних утицаја емпиријски не добијамо чисте скоковите промене.

Овако чисте скоковите промене се обично не добијају при психофизичким мерењима. По Бекешију је то разлог због сталног колебања и спољашњих и унутрашњих енергетских величина које су релевантне у психофизичком испитивању. Ни стабилизација спољашњих утицаја не би помогла јер постоје унутрашња колебања попут рада срца, дисања, малих покрета...
Стивенс сматра да ће се ректилинеарна функција постићи само ако се врло пажљиво одржава контрола експерименталне ситуације. Сматра да је битно и понашање испитаника, да ће се често добијати огива и услед неспособности испитаника да одржи концентрацију.
Милер показује да при мерењу слушне дискриминације увођење белог шума мења психофизичку функцију од ректилинеарне ка огиви. Гешајдер налази да и брзина којом се смењује стандардна и варијабилна драж одређује функцију. Корзо сматра да се исти емпиријски налази једнако коректно могу уопштити и до огиве, као и до линеарне функције.

## Теорија одлуке
Теорија одлуке је испитивала чиниоце одлучивања испитаника у алтернативним ситуацијама. Танер, Светс и Грин су у њиховим радовима развили ову теорију. 
Оно што је за психофизичко мерење значајно јесте:
- специфично коришћење матрице одговора 2x2
- ,,да" и ,,не" пута сигнал и шум

При одговарању испитаника постоји увек одређена стратегија које се он држи, и она се састоји од:
- Предзнања испитаника
- Његове мотивације

Теорија детекције сигнала (ТСД) истиче из тих разлога потребу за могућност налажења два посебна показатеља у психофизичком експерименту:
- d' - мера чулне осетљивости, то јест сирове дискриминације сигнала од шума
- 𝛃 - показатељ који представља предзнање, мотивацију, или дејство личности у крајњој мери

## Експериментисање
Бекеши је дошао до закључка да ће уколико фино раздваја два тона, било по интензитету или квалитету, доћи ће до наглог скока из неразликовања тих тонова у разликовање. Он сматра да до тога долази јер постоји неурални квант као принцип промене, а да се он стварно своди на додавање (или одузимање ) тип једног нервног пута.
Теорија одлуке третира принципијелну измену стратегије при опредељењу у динамичним околностима. Најједноставнија ситуација управо одговара теорији детекције сигнала, јер се ту испитаник ставља пред принудни избор, односно одлуку да ли је оно што је непосредно доживео био сигнал или шум. Показало се да та одлука неће зависити само од осетљивости испитаника, дакле моћи чулне дискриминације, већ и од његове мотивације и предзнања.
Уколико се мотивација (награђивање тачних и кажњавање нетачних одговора) мења, или уколико промени знање испитаника (његово информисање о пропорцији у којој ће се јавити сигнал према шуму), мења се и испитаникова стратегија, па он постаје опрезнији и слободнији. Мења се учесталост одговора "да" што значи да је био изложен сигнал, и "не", што значи да је био изложен шум.

### Подела подлоге шума
Постоје две поделе. Прва подела се своди на разлику у квалитету, где постоје повезана (шум и сигнал су истог квалитета) и неповезана (шум и сигнал су различитог квалитета). Друга подела се заснива на трајање шума. Постоји континуирана подлога (шум стално траје) и дисконтинуирана подлога (шум се излаже испрекидано).
Посебна врста подлоге је бели шум кога је први употребио Танер:
- састоји се из сложаја звукова свих таласних дужина унутар дијапазона чувења
- уколико се сигнал (С) више разликује од шума (Н), то јест уколико је већи количник С/Н, утолико је лакши дискриминативни задатак за испитаника.